# 2015年孟買甲醇中毒事件
2015年孟買甲醇中毒事件，是指發生於2015年6月17日，在印度孟買西郊北部馬拉德的拉克什米·納加（Laxmi Nagar）貧民窟的一起集體中毒事件。有部分人飲用了私釀的假酒後病倒，截至6月20日統計，至少有90人已經因此死亡，另外31人住院治療。本次事件是當地近十年來最慘重的集體酒精中毒事件，死亡人數預計還要再增加。

## 背景
在印度，飲用劣質私酒或假酒，而導致集體中毒的事件時常發生，因為窮人往往買不起有販酒執照商店的酒。2004年，鄰近孟買的維克羅利就曾發生同類事件，致使104人死亡。

## 逮捕
5名與本起事件有關的嫌犯已被逮捕，而8名當地警察也因沒有積極查緝，怠忽職守，受到停職處分；此外，協助運輸與銷售假酒的工人也一併被捕。

## 原因
據警方透露，受害者是因為喝下了含有甲醇的酒導致中毒。